# Stadionul Prefab
Stadionul Prefab, situat în Modelu, județul Călărași, este stadionul fostei echipe de fotbal FC Prefab Modelu.
Cea mai prestigioasă victorie obținută de FC Prefab Modelu pe acest stadion a fost un 9–2 împotriva echipei FC Dinamo II București în sezonul 2007–2008 al Ligii a II-a.